# Los enredos de una gallega
Los enredos de una gallega es una película de comedia de enredos mexicana de 1951 dirigida por Fernando Soler y protagonizada por Niní Marshall y Fernando Soto, con la participación de la popular vedette de la época Toña la Negra. La película fue estrenada el 11 de octubre de 1951 y producida por el sello Ultramar Films.

## Sinopsis
Cándida (Niní Marshall) es una gallega que vive en México y cuyo oficio es vender boletos de lotería. Su ilusión es poder adquirir una fonda que están traspasando, pero no tiene dinero para alquilarla. En su búsqueda por tratar de conseguir la fonda, se topa con un vividor, Filogonio (Fernando Soto), que se dedica a engañar para sobrevivir en la vida. En un golpe de fortuna Cándida consigue el premio de la lotería, pero la mala suerte se ceba en ella pues no encuentra el boleto.

## Reparto
- Niní Marshall como Cándida.
- Fernando Soto como Filogonio (como Fernando Soto "Mantequilla").
- Joaquín Roche hijo como Beto.
- Ramón Gay como El Bicicletas.
- Sara Montes como Magda.
- Antonio Bravo como Don Severo.
- Nacho Contla como Don Feliciano.
- Eduardo Alcaraz como Don León.
- Aurora Ruiz como Doña María.
- Luis Badillo como Jefe yucateco de Cándida.
- Emilio Brillas como Vendedor de aspiradora.
- Roberto Cobo como El Fenómeno, torero.
- Toña la Negra como Cantante.
- Víctor Alcocer como Cliente de restaurante (no acreditado).
- Daniel Arroyo como Cliente de restaurante (no acreditado).
- Ricardo Avendaño como Cantinero (no acreditado).
- Victorio Blanco como Cliente de funeraria (no acreditado).
- Josefina Burgos como Mesera de restaurante (no acreditada).
- Rodolfo Calvo como Juez (no acreditado).
- Lupe Carriles como Vecina (no acreditada).
- Enrique Carrillo como Policía (no acreditado).
- Alfonso Carti como Cliente de Cándida (no acreditado).
- Enedina Díaz de León como Vecina (no acreditado).
- Cecilia Leger como Vecina (no acreditada).
- Pepe Martínez como El mudo (no acreditado).
- Álvaro Matute como Reportero (no acreditado).
- Joaquín Roche como Mesero de cabaret (no acreditado).
- Manuel Trejo Morales como Comisario (no acreditado).
- Sergio Virel com Amigo de El Fenómeno (no acreditado).
- Enrique Zambrano como Amigo de El Bicicletas (no acreditado).